# 2019 au Mexique
Cet article concerne l'année 2019 au Mexique.

## Éphémérides
- 1er janvier:
  - 25 ans du soulèvement de l'Armée Zapatista de Libération Nationale (EZLN) avec la prise de San Cristóbal de las Casas[1].
  - 25 ans de l'entrée en vigueur de l'Accord de libre-échange nord-américain (ALENA)[2].
- 18 février. 500 ans du début de l'expédition d'Hernán Cortés au Mexique et du début de la Conquête du Mexique[3].
- 17 mars. 10 ans du premier cas de la pandémie de grippe A (H1N1) de 2009[4].
- 23 mars: 25 ans de l'assassinat de Luis Donaldo Colosio Murrieta, candidat du Parti Révolutionnaire Institutionnel (PRI) à l'élection présidentielle de 1994.
- 10 avril: 100 ans de l'assassinat d'Emiliano Zapata, un des principaux leaders de la Révolution mexicaine.
- 5 juin: 10 ans de l'incendie de la Garderie ABC à Hermosillo, Sonora.
- 10 juillet: 500 ans de la fondation de Veracruz par Hernán Cortés[5].
- 4 septembre:  50 ans de l'inauguration du métro de Mexico.
- 26 septembre:  5 ans des enlèvements d'Iguala.

## Toujours en cours
- Andrés Manuel López Obrador est Président des États-Unis mexicains depuis peu, car lui et son gouvernement ont été investis en décembre 2018.
- La Guerre de la Drogue est toujours en cours depuis 2006, et elle s'intensifie depuis 2016 provoquant chaque année plus de morts. À cause du conflit, 19 des 50 villes les plus dangereuses au monde, dont les 5 premières (Tijuana, Ciudad Juárez, Uruapan, Irapuato et Ciudad Obregón), en 2019 se trouvent au Mexique[6],[7].
- Le Mexique est toujours touché par la crise migratoire en Amérique centrale depuis 2017.

## Événements

### Janvier
- 1er janvier: Adán Augusto López Hernández devient le gouverneur de Tabasco[8].
- 18 janvier: l'explosion de l'oléoduc Tuxpan-Tula à Tlahuelilpan, État d'Hidalgo, provoque 131 morts[9].
- 21 janvier: Le Congrès de l'État de Puebla nomme  Guillermo Pacheco Pulido comme gouverneur intérimaire de l’État[10].

### Février
- 1er février: un tremblement de terre de magnitude 6.5 a lieu dans l’État du Chiapas dont l'épicentre se situe à 40 kilomètres au sud-ouest de Ciudad Hidalgo[11].
- 12 février : fin du procès aux États-Unis du narcotrafiquant mexicain El Chapo, considéré comme le plus gros trafiquant de drogue au monde, reconnu coupable de tous ses chefs d'inculpation. Le 17 juillet 2019, il est condamné à la prison à perpétuité plus 30 années supplémentaires.
- 24 février : lors de la 91e cérémonie des Oscars, le film mexicain Roma remporte l'Oscar du meilleur film étranger et son réalisateur Alfonso Cuarón l'Oscar du meilleur réalisateur, Yalitza Aparicio qui joue dedans est nommée à l'Oscar de la meilleure actrice.

### Mars
- 4 mars : Révélation pour le grand public de l'existence d'un nouveau site maya d'offrandes quasi-intact à Chichén Itzá, dans le Yucatán au Mexique, connu par les archéologues mexicains et les populations mayas locales depuis 50 ans mais jusque-là caché dans une grotte murée[12].
- 9 mars : une fusillade dans la discothèque La Playa à Salamanca (Guanajuato) cause 15 morts[13].
- 27 mars: Entrée en vigueur la réforme constitutionnelle qui fonde officiellement la Garde nationale du Mexique[14].

### Avril
- 19 avril: Massacre de Minatitlán : 14 personnes sont massacrées dans un bar au cours d'une fête d'anniversaire à Minatitlán ; les coupables s'échappent et ne sont pas identifiés, la police soupçonne un lien avec le groupe de narcotrafiquants du Cartel de Jalisco Nouvelle Génération ou de Los Zetas[15].

### Mai
- 12 mai : La 6e cérémonie des Prix Platino a lieu à la Riviera Maya, Roma y remporte les prix du meilleur film et du meilleur scénario, Alfonso Cuarón ceux du meilleur réalisateur et de la meilleure photographie, l'équipe sonore de Roma le prix du meilleur son, et Diego Luna le prix du meilleur acteur de série pour son rôle dans Narcos: Mexico.
- 27 mai : démission de la Secrétaire à l'Environnement et aux Ressources naturelles Josefa González-Blanco Ortiz-Mena, remplacée par Víctor Manuel Toledo Manzur.
- 29 mai : un accident de la route entre un bus de pèlerins et un camion dans l'État de Veracruz cause au moins 21 morts et une trentaine de blessés[16]

### Juin
- 2 juin: Élections locales à Aguascalientes, en Basse Californie, à Durango, à Puebla, à Quintana Roo et àTamaulipas[17],[18].
- 30 juin :
  - la Garde nationale du Mexique commence à absorber la Police fédérale et la police navale de la Marine, afin de créer une super-institution plus efficace chargée de la sécurité des citoyens mexicains face à la corruption et à la Guerre de la drogue ;
  - à la suite de très violents orages de grêle, et alors que la température était supérieure à 20 °C au moment de l'orage et qu'elle avait atteint les 30 °C les jours précédents, la ville tropicale de Guadalajara est recouverte par 1.5 mètre de glace[19],[20].

### Juillet
- 9 juillet : démission du Secrétaire aux Finances et au Crédit public Carlos Manuel Urzúa Macías, remplacé par Arturo Herrera Gutiérrez.

### Août
- 3 août : un attentat anti-Mexicains dans la ville frontalière d'El Paso (côté américain) provoque la mort de vingt-trois personnes, dont huit Mexicains, et vingt-trois blessés, dont six Mexicains ; la plupart des victimes sont des citoyens américains.
- 6 août : un commando de trois personnes braque la Maison de la monnaie de Mexico, et emporte l'équivalent de 55 millions de pesos de médailles en métaux précieux ainsi qu'un montant encore[Quand ?] indéterminé en montres de luxe[21] ; le directeur de la Maison de la monnaie, José Luis Cervantes, est destitué le 9 août à la suite du vol[22].

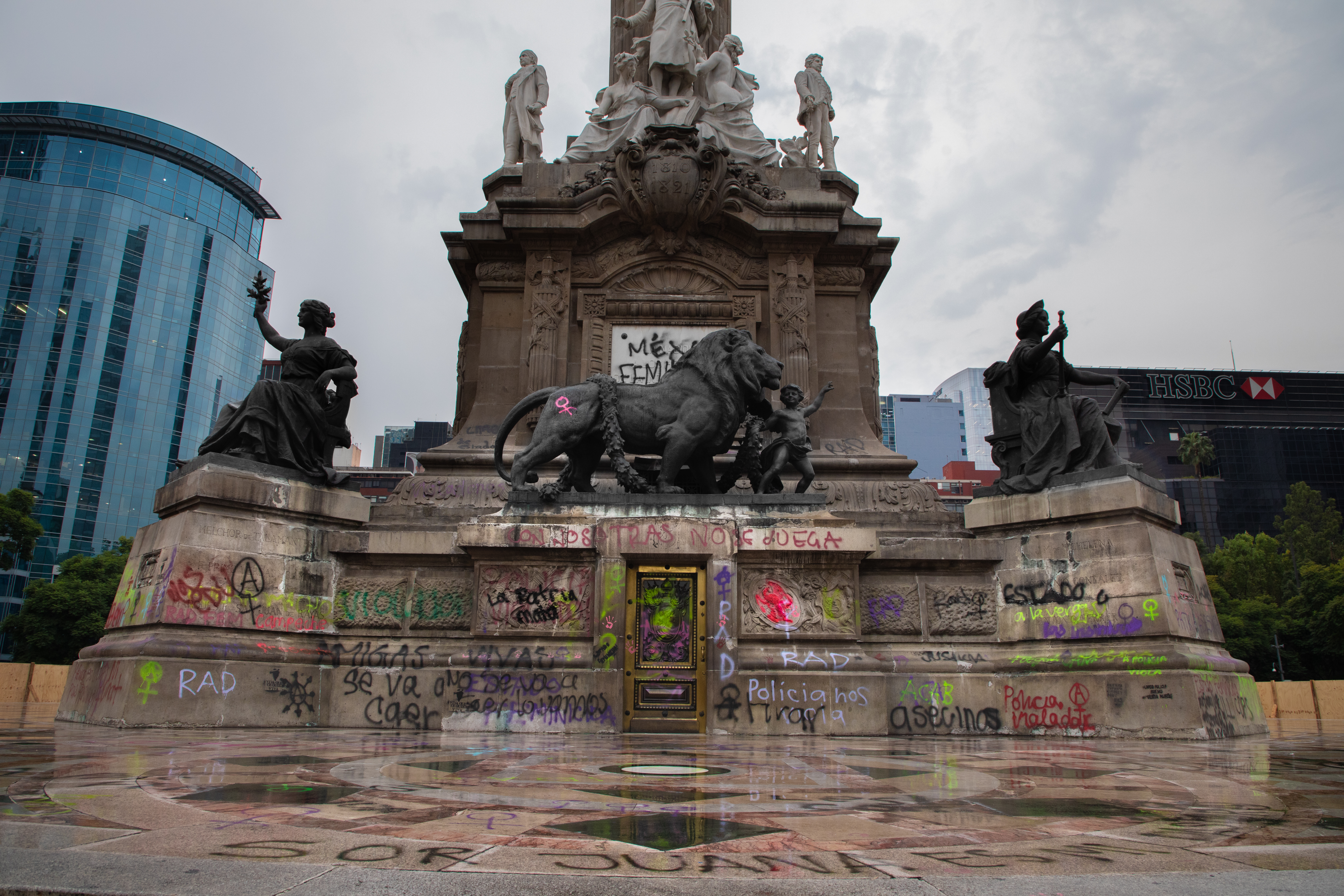
L'Angel de la Independencia vandalisé par des anarcha-féministes après la manifestation du 16 août, événement qui a suscité une vive émotion et beaucoup de critiques de la part des médias mexicains et des détracteurs du mouvement

- 12 août : première manifestations féministe d'août 2019 à Mexico pour exiger l'ouverture d'enquêtes sur plusieurs cas de viols présumés commis par des policiers municipaux de Mexico sur des femmes et des jeunes filles.
- 13 août : l'ancienne Secrétaire du Développement social et Secrétaire de la Réforme agraire sous le gouvernement Enrique Peña Nieto, Rosario Robles, est arrêtée et incarcérée préventivement, soupçonnée d'avoir volontairement laissé détourner 5,873 milliards de pesos durant ses deux mandats de secrétaire (l'équivalent de ministre au Mexique).
- 16 août : deuxième manifestation à Mexico et manifestations dans plusieurs autres villes toujours pour demander l'ouverture des enquêtes sur des cas de viols présumés commis par des policiers ; durant la marche des arrêts de bus et de métro et l'Angel de la Independencia sont vandalisés par des anarcha-féministes ce qui entraîne beaucoup de réactions de la part des détracteurs du mouvements.
- 17 août : la mairie de Mexico ordonne la fermeture de l'Angel de la Independencia pour un temps indéfini.
- 28 août : Incendie criminel à Coatzacoalcos : l'incendie criminel d'un club de strip-tease à Coatzacoalcos (État de Veracruz) provoque trente morts ; le groupe de narcotrafiquants du cartel de Jalisco Nouvelle Génération est suspecté, et l'un de ses chefs, Ricardo N. "La Loca", est arrêté.

### Septembre
- 4 et 5 septembre : le nord-est du Mexique est touché par la tempête tropicale Fernand, causant une disparition.
- 11 septembre : début de la rénovation de l'Angel de la Independencia pour réparer les dégâts subis durant le séisme de 2017.
- 19 septembre : A Mexico et plusieurs autres villes du pays réalisent un "macro-simulacre national", dans les écoles, les bureaux, les institutions publiques et les établissements privés, en commémoration du trente-cinquième anniversaire du séisme de 1985 à Mexico et du deuxième anniversaire des tremblements de terre de 2017 (le Séisme de 2017 dans l'État de Puebla et le Séisme de 2017 au Chiapas). L'exercice simule un tremblement de terre de magnitude 8.6 sur les côtes de l’État de Oaxaca.
- 19-26 septembre : l'ouest du Mexique est touché par l'ouragan de catégorie 1 Lorena, qui provoque des inondations dans l’État de Colima, puis par la tempête tropicale Mario.
- 26 septembre : le Congrès de l’État de Oaxaca vote à une large majorité (24 voix en faveur - 12 contre) la légalisation de l'interruption volontaire de grossesse jusqu'à 12 semaines, ce qui fait de Oaxaca le deuxième État du Mexique où l'avortement non-thérapeutique devient légal - après l'État de Mexico[23].
- 28 septembre : Un accident de manège à la fête foraine de Chapultepec provoque 2 morts.

### Octobre
- 2 octobre :
  - après le passage de la tempête tropicale Narda sur l'ouest du Mexique, 21 municipalités de Oaxaca déclarent l'état d'urgence à cause des inondations provoquées par les fortes pluies[24] ;
  - marches blanches dans de nombreuses villes du Mexique pour commémorer le cinquante-et-unième d'anniversaire du massacre de Tlatelolco[25].
- 7 octobre : des taxis bloquent les principales artères de plusieurs villes du Mexique, pour exiger la fin des applications de voiture de transport avec chauffeur, en particulier Uber, Didi et Cbify.
- 9 octobre : cérémonie religieuse et hommage national, artistique et populaire rendus au chanteur José José (décédé le 28 septembre)[26],[27].
- 14 octobre : 13 policiers sont tués et 9 autres sont blessés dans une embuscade tendue par le Cartel de Jalisco Nueva Generación dans l’État de Michoacán[28],[29] ; en réponse les forces fédérales déploient 80 policiers, un hélicoptère et un nombre non communiqué d'agents de renseignements de l'Armée supplémentaires dans l’État[30].
- 16 octobre : un échange de tirs entre des militaires et des membres présumés du crime organisé provoque au moins 15 morts, dont 1 soldat, à Tepochica (agglomération d'Iguala, État de Guerrero)[31].
- 17 octobre : l'arrestation par la Garde nationale du Mexique d'Ovidio Guzmán "El Ratón", chef de l'une des factions du Cartel de Sinaloa et l'un des fils d'El Chapo, provoque les combats de Culiacán entre les forces de l'ordre mexicaine (police fédérale, Garde nationale, Armée, gardiens de la prison d'Aguarato) et la faction du Cartel de Sinaloa qui obéit aux fils d'El Chapo, ce qui met à feu et à sang la ville de Culiacán, capitale de Sinaloa, et se termine par la libération de Guzmán. Les combats ont provoqué plusieurs morts (8 selon le Secrétariat à la Défense Nationale du Mexique)
- 20 octobre : avec l'octroi d'un fonds de 2 milliards 101 millions de pesos, le président Andrés Manuel López Obrador annonce le début de la reconstruction des écoles détruites ou endommagées en 2017 par le séisme de 2017 au Chiapas dans l’État de Oaxaca[32].
- 20 - 23 octobre : la tempête tropicale Priscilla touche l'ouest du Mexique[33].
- 25 - 30 octobre : série d'incendies forestiers proches de Tijuana, Ensenada, Tecate et Rosarito, en Basse-Californie, qui pousse le gouvernement à y déclarer l'état d'urgence.

### Novembre
- 4 novembre : Massacre de la famille LeBaron, qui provoque le départ d'environ 200 Mormons des États de Chihuahua et Sonora pour les États-Unis.
- 7 novembre : des affrontements dans tout l’État de Chihuahua entre Los Mexicles (alliés locaux du Cartel de Sinaloa), le cartel de Juárez ou un de ses alliés locaux, et les forces de l'ordre mexicaines, causent 38 morts[34].
- 30 novembre - 1er décembre : Attaque de la mairie de Villa Unión (Coahuila, Mexique) par le Cartel du Nord-est, qui provoque 23 morts : 17 membres du cartel, 4 policiers et 2 otages.

### Décembre
- 1er décembre : avec 127 morts violentes enregistrées ce jour-là, le 1er décembre 2019 est officiellement le jour qui a connu le plus d'homicides enregistrés depuis le début des relevés statistiques sur les homicides au Mexique[35] (à noter que le bilan officiel du Massacre de Tlatelolco du 2 octobre 1968 a été considérablement sous-évalué et qu'il est possible que ce jour-là ait été largement plus violent que le 1er décembre 2019)
- 5 décembre : lancement depuis Cap Canaveral (États-Unis) du satellite AztechSat-1, construite par l'Université Populaire Autonome de l’État de Puebla et par l'Agence Spatiale Mexicaine, première mise-en-orbite d'un satellite mexicain depuis 23 ans[36],[37].
- 7 décembre : un militaire à la retraite ouvre le feu à côté du Palais national, avant d'être abattu par la police, tuant 3 personnes et en blessant 2[38].
- 8 décembre : la Mexicaine Sofía Aragón est nommée deuxième dauphine de Miss Univers 2019, derrière la nouvelle Miss Univers sud-africaine Zozibini Tunzi et la première dauphine portoricaine Madison Anderson[39].

## Économie
En janvier 2019, le nouveau Président des États-Unis mexicains Andrés Manuel López Obrador augmente le salaire minimum de 16%.
Avec la reprise de la guerre commerciale entre les États-Unis et la Chine, la Chine passe de premier partenaire commercial des États-Unis à troisième, sur la période janvier-juin 2019, derrière le Mexique (premier partenaire) et le Canada (deuxième), tant en termes d'importations que d'exportations.